# Creu de terme del Pont Nou (Manresa)
La Creu de terme del Pont Nou és una obra del municipi de Manresa (Bages) protegida com a bé cultural d'interès local.

## Descripció
És una creu de terme que consta de diversos elements. Té dos graons sota un basament prismàtic de pedra de St. Vicenç motllurat a la base i a la part superior. Després s'observa una columna vuitavada també de pedra de St. Vicenç, amb coller metàl·lic. A sobre hi ha un capitell en forma de caseta, amb 4 cares humanes esculpides a cadascun dels costats. Finalment hi ha una creu de ferro forjat amb dos personatges al peu.

## Història
L'origen se situa probablement al segle xv. Al segle xvi era coneguda amb el nom de Creu d'en Mateu.
El 1765 cau a terra i és substituïda per una de ferro conservant-se la corona i el capitell antic, aquest esculpit amb figures humanes picaresques.
Actualment la creu és de construcció recent.